# Normcore
Normcore ist ein Unisex-Modetrend, der sich durch unauffällige, durchschnittliche Kleidung auszeichnet. Der Begriff ist ein Kofferwort aus den englischen Wörtern normal und hardcore (deutsch wörtlich „harter Kern“) und wurde von einer US-amerikanischen Marketingagentur geprägt.

## Begriffsherkunft
Das Wort tauchte erstmals in dem Webcomic Templar, Arizona auf und wurde 2013 von der Trend-Agentur K-HOLE in ihrem Text Youth Mode: A Report on Freedom verwendet. Bei K-HOLE bezeichnet Normcore nicht in erster Linie einen modischen Code, sondern eine Haltung, die statt Individualisierung und Distinktion auf Anpassungsfähigkeit, soziale Zugehörigkeit und Normalität setzt. Freiheit äußere sich demzufolge darin, nichts Besonderes sein zu müssen. Erst bei der Popularisierung des Begriffs durch das amerikanische Feuilleton rückte der Aspekt modisch unauffälliger Kleidung in den Vordergrund.

## Mode
Als Normcore-Kleidung gelten alltägliche Casual-Kleidungsstücke wie T-Shirts, Kurzarmhemden, Hoodies, Jeans- oder Chinohosen sowie Outdoor-Bekleidung. Diese Kleider werden von Männern und Frauen gleichermaßen getragen. Elemente wie Krawatten oder Blusen gehören nicht zum Normcore-Stil. „Normcore-Träger“ sind nicht modeuninteressierte Personen, die Beliebiges anziehen, sondern sie kaufen bewusst unauffällige Kleider, die allerdings über gut sichtbare Label Prestige vermitteln sollen. Normcore wird als Reaktion der Kunden interpretiert, die sich wegen der Übersättigung durch immer kurzfristigere Veränderungen der Modetrends von der Mode überhaupt abwenden.
Normcore wird vor allem mit großen internationalen Mainstream-Herstellern wie Jack & Jones, Superdry, Esprit und Abercrombie & Fitch in Verbindung gebracht. Zu den normcore-nahen Herstellern, die Mainstream-Kleidungsstücke mit eigenen kreativen Ideen kombinieren, gehören etwa Marc O’Polo, Woolrich, Desigual, Closed und Scotch & Soda.